# Abaújalpár
Abaújalpár je obec v Maďarsku v župě Borsod-Abaúj-Zemplén v okrese Gönc.
Má rozlohu 848 ha a žije zde 67 obyvatel (2024).

## Geografická poloha
Abaújalpár se nachází 50 km severně od Miskolce. Sousední obce jsou Abaújkér, vzdálený 5 km, a Boldogkőújfalu, vzdálené 5 km. Nejbližší město Abaújszántó je vzdáleno 5 km od Abaújalpáru.

## Provoz
Západně od obce vede silnice 3714. Nejbližší vlaková stanice je 3 km západně v Abaújkéru.

## Turistické atrakce
Nachází se zde reformovaný kostel, postavený v 15. století.